# Agenor Albornoz
Agenor Albornoz (Monteros, Tucumán, 1 de abril de 1876 - San Miguel de Tucumán, Tucumán, 14 de junio de 1956) fue un dirigente deportivo argentino, socio fundador y primer presidente de Atlético Tucumán. Dedicado a la docencia, fue uno de los principales impulsores del fútbol en la ciudad de Santa Fe y en San Miguel de Tucumán.

## Biografía
Nacido en Monteros, Albornoz se mudó a Santa Fe, durante su juventud. Ya en la capital santafesina, se dedicó a la docencia, enfatizando en el deporte como método educativo. Al ver a los ingleses, trabajadores del ferrocarril, practicar deportes como el fútbol, cricket y rugby, se interesó en ellos y los llevó a la juventud santafesina para que pudieran practicarlos.

### Club Atlético Tucumán
En su regreso a Tucumán se relacionó con profesores y deportistas de la sociedad tucumana, que se reunían, entre otros lugares en el Gimnasio 24 de septiembre.
Fue partícipe de la fundación del Club Atlético Tucumán, cuando el 27 de septiembre de 1902 se firmó el acta de fundación del primer club de la provincia. Agenor fue nombrado primer presidente del club y se mantuvo en el cargo hasta 1907, cuando la presidencia pasó a José Fierro.